# Nazar (rapper)
Nazar, pseudonimo di Ardalan Afshar (Teheran, 20 settembre 1984), è un rapper iraniano naturalizzato austriaco.

## Biografia
Nazar, nato a Teheran, è cresciuto a Vienna. Suo padre era un soldato durante la guerra del Golfo. Dopo la sua morte, la moglie prese con sé Nazar e suo fratello, fuggendo in Austria.  Nel 2006 iniziò la sua carriera da rapper. Durante un concerto vicino a Stoccarda, è stato notato da esponenti della casa discografica Assphalt Muzik.
Il 27 giugno del 2008 è uscito il suo primo album da solista, Kinder des Himmels, nel 2009 il secondo, Paradox.
Il rapper ha ricevuto il premio "Goldenen Pinguin" grazie ai suoi video, che hanno riscosso successo su MTV Charts. Ciò lo ha reso un rapper molto conosciuto in Austria.
Il 12 marzo del 2010 Nazar ha collaborato con Raf Camora nell'album "Artkore". Questo disco ha raggiunto la trentatreesima posizione nella classifica austriaca degli album.

## Discografia

### Album studio
| Anno | Titolo             | Album Charts | Album Charts | Album Charts |
| Anno | Titolo             | GER          | AUT          | CH           |
| ---- | ------------------ | ------------ | ------------ | ------------ |
| 2008 | Kinder des Himmels | -            | -            | -            |
| 2009 | Paradox            | -            | -            | -            |
| 2011 | Fakker             | 36           | 6            | -            |
| 2012 | Narkose            | 10           | 5            | -            |
| 2013 | Fakker Lifestyle   | 3            | 2            | 15           |
| 2014 | Camouflage         | 2            | 1            | 5            |

### Album in collaborazione
| Anno | Titolo                   | Album Charts | Album Charts | Album Charts |
| Anno | Titolo                   | GER          | AUT          | CH           |
| ---- | ------------------------ | ------------ | ------------ | ------------ |
| 2010 | Artkore (con Raf Camora) | -            | 31           | -            |

### Singoli
- 2009: Össi Ö (feat. Raf Camora & Chakuza)
- 2011: Kein Morgen (feat. Sido & Raf Camora)

### Altre pubblicazioni
- 2006: Vienna Allstars (Raf Camora & Emirez feat. S.F.U., Aqil, Nazar, Joshimizu, Kinshasa, Majestic & Mevlut Khan) → Skandal (EP)
- 2007: Ezai Tribute (Emirez & Nazar feat. Mastino)
- 2007: Ghetto in Scherben (Lady Scar, Nazar & Deso Dogg)
- 2007: Das ist Beef (con Raf Camora, Emirez & Ezai)
- 2007: Streetfighter (con Raf Camora & Emirez)
- 2008: Flammen über Wien "Remix" (Raf Camora feat. Nazar) → Therapie vor dem Album (Album)
- 2008: Nichts gesehen (Raf Camora feat. Nazar) → Therapie vor dem Album (Album)
- 2009: Flammen über Wien Part. II (feat. Raf Camora) → Freetrack
- 2009: Auf & Ab (Emirez feat. Nazar & D-Bo)
- 2009: Mehr Tränen - AllStar-Remix (Jonesmann feat. Blaze, Criz, Haftbefehl, Yassir, Jeyz, Twin, Nazar, Louis Deka, Marvin Jones, Harris, Manuellsen, KC Rebel, Kitty Kat & Juvel)
- 2009: Luft (D-Bo feat. Nazar & Raf Camora)
- 2009: Fakkermusik (Raf Camora feat. Nazar) → Nächster Stopp Zukunft (Album)
- 2010: Der Tag an dem du gehst (Chakuza feat. Nazar)
- 2010: Warum machen Sie das? (Manuellsen feat. Nazar & Raf Camora)
- 2010: Fakkergeddon (feat. Raf Camora) → Freetrack
- 2010: Meine Stadt (feat. Chakuza, Kamp & Raf Camora) → Freetrack
- 2010: Reise nach Jerusalem (Raf Camora feat. Nazar & Manuellsen) → Therapie nach dem Album (Album)
- 2010: Yo "Remix" (Raf Camora feat. Nazar, Chakuza, JokA, MoTrip, Tua, D-Bo, Tarek & Silla) → Therapie nach dem Album (Album)
- 2010: Bevor ich gehe (Raf Camora feat. Nazar) → Therapie nach dem Album (Album)
- 2010: Sagol (con Raf Camora feat. Playboy 51) → Freetrack
- 2011: Simsalabim → Freetrack
- 2011: 3..2..1..Lauf! (Massiv feat. Nazar) → Blut gegen Blut 2 (Album)
- 2011: Bandenkrieg (Silla feat. Nazar) → Silla Instinkt (Album)
- 2011: Glaub´s mir (feat. Raf Camora) → Freetrack
- 2011: Von Schweiz bis nach Deutschland (feat. Al-Arab) → Freetrack
- 2012: Fallen (Raf Camora feat. Nazar) → Singolo
- 2012: Exclusive 2012 → Freetrack
- 2012: Arazel Business (Pa Sports feat. Nazar) → Vom Glück zurück (Album)
- 2012: Bandenkrieg PT. 2 (Silla feat. Nazar) → Wiederbelebt (Album)
- 2012: Unter die Haut (Lonyen feat. MoTrip & Nazar) → Unter die Haut (Album)
- 2012: Narkose → Freetrack

## Filmografia
- Schwarzkopf, regia di Arman T. Riahi (2011)

## Riconoscimenti
- 2009: Goldenen Pinguin:

1. Premio nella categoria "Austro Star dell'anno".